# Union bouddhiste européenne
L'Union bouddhiste européenne (ou European Buddhist Union, EBU) est une organisation de communautés et d’organisations bouddhistes d’Europe fondée en 1975 par le juge Paul Arnold,. Elle est ouverte aux organisations bouddhistes de toutes les écoles et traditions.
L'encouragement de contact et la coopération entre les bouddhistes en Europe et le développement de relations amicales entre les organisations bouddhistes sont son objet principal. En 2008, il y a plus de 50 organisations membres, originaires de 16 pays européens, échangeant information et expérience. Le dialogue inter-bouddhiste est une des priorités de l'EBU. Le BTE (Buddhist Teachers in Europe) est un des projets inaugurés par l’EBU pour promouvoir ce dialogue entre les enseignants du dharma actifs en Europe.
En 2008, son conseil exécutif est composé de bouddhistes de France, d'Italie, d'Allemagne et d'Autriche, appartenant à différentes écoles des traditions theravada, mahayana et vajrayana. Un conseil de bouddhistes expérimentés soutient le travail du conseil. L'Assemblée générale annuelle attire des délégués d'une douzaine de pays européens.
L'Assemblée générale de 2004 s’est tenu à Jägerndorf (de) (Allemagne), celle de 2005 s’est tenu à Szczecin, Pologne ; l'AG de 2006 s’est tenu à Barcelone (Espagne) et celle de 2007 à Cadzand (Pays-Bas).

## Prise de position sur le bouddhisme tibétain en Chine
Le 24 septembre 2023, l'UBE adopte une déclaration qui appelle le gouvernement chinois à ne pas s'immiscer dans les affaires bouddhistes tibétaines et exhortant la communauté internationale à s'abstenir de reconnaître le lama nommé par les autorités chinoises.
Selon Rigzin Genkhang du bureau du Tibet à Bruxelles, il s'agit d'une réponse à la mise en œuvre le 1er septembre 2023 par le gouvernement chinois de « Mesures administratives pour les lieux d'activités religieuses », appelées « Ordonnance numéro 19 », qui vont accroitre la répression religieuse au Tibet et en Chine.
Pour l'UBE, l'identification de la réincarnation des lamas tibétains, y compris le successeur de l'actuel dalaï-lama, doit être conduite par le peuple tibétain et le Ganden Phodrang (bureau du dalaï-lama), selon le bouddhisme tibétain.
L'UBE appelle aussi « le gouvernement chinois à mettre en œuvre les articles 10 et 11 de la loi sur l'autonomie des zones ethniques de la République populaire de Chine, qui garantissent la liberté de langue et de religion des minorités ethniques ».
Ils ont exhorté le gouvernement chinois à reprendre le dialogue avec les représentants du 14e dalaï-lama pour trouver une « solution pacifique qui sert les intérêts communs des peuples tibétains et chinois ».

## Membres
Il existe actuellement 50 organisations affiliées à l'UBE.

### Membres régionaux
- Asociación Hispana de Buddhismo (Espagne)
- Asociación Nalanda (Espagne)
- Benchen Karma Kamtsang Association (Pologne)
- Buddhist Mission Hungary – Church of the Arya Maitreya Mandala (Hongrie)
- Buddhistische Gemeinschaft Salzburg (Autriche)
- Centro Zen L’Arco (Italie)
- Comunidad Budista Soto Zen (Espagne)
- Dharmaloka chan budistička zajednica (Croatie)
- Haus Tao (Suisse)
- Jai-Bhim Network (Hongrie)
- Jodo Shinshu Deutschland (Allemagne)
- Maitreya Foundation Roma (Italie)
- Mandala Milano – Centro Studi Tibetani (Italie)
- Mandala Samten Ling – Centro Studi Tibetani (Italie)
- Monastero Zen Enso-ji IL Cerchio (Italie)
- Reiyukai France (France)
- Rimay (France)
- Sakya Tashi Ling (Espagne)
- Sangha Activa – Sakya Thekchog Düde (Espagne)
- StoneWater Zen Centre (UK)
- The Gate of the Dharma Ecumenical Buddhist Foundation (Hongrie)
- The Order of Buddhist Contemplatives (UK)
- Tibetisches Zentrum Hamburg (Allemagne)

### Membres nationaux
- Boeddhistische Unie Nederland (BUN) (Pays-Bas)
- fédération bouddhiste de Norvège (no) (Norvège)
- Union bouddhique belge (BUB-UBB) (Belgique)
- Deutsche Buddhistische Union (DBU) (Allemagne)
- Federación de Comunidades Budistas de España (FCBE) (Espagne)
- Network of Buddhist Organisations – UK (UK)
- Österreichische Buddhistische Religionsgesellschaft (Austria)
- Polish Buddhist Union (Poland)
- Portuguese Buddhist Union (UBP) (Portugal)
- Suomen Buddhalainen Unioni (SBU) (Finlande)
- Swedish Buddhist Community (SBC) (Suède)
- Swiss Buddhist Union (SBU-USB-UBS) (Suisse)
- Union Bouddhiste de France (UBF) (France)
- Unione Buddhista Italiana (UBI) (Italie)

### Membres internationaux
- Amida Trust (UK)
- Congrégation bouddhiste Dharmaling (Slovenie)
- Dechen Buddhist Community (UK)
- Dhagpo Kagyu Ling (France)
- Diamond Way Buddhism – Buddhistischer Dachverband Diamantweg (Allemagne)
- Dzogchen Community Europe (Italie)
- FPMT Europe (Pays-Bas)
- Rigpa (France)
- Sakyadhita (France)
- Shambhala Europe (Allemagne)
- Communauté bouddhiste Triratna (UK)
- Western Chan Fellowship (UK)
- Yun Hwa Sangha Europe (Allemagne)